# At Home
At Home är det nederländska rockbandet Shocking Blues andra studioalbum, släppt den 30 september 1969 via skivbolaget Pink Elephant. Detta album är det första som sångerskan Mariska Veres medverkade på tillsammans med bandet; hon tog över efter Fred de Wilde. Robbie van Leeuwen har sagt att det valde Veres i ett försök att imitera Jefferson Airplane, vilka också hade en kvinnlig sångerska, Grace Slick.
"Venus" exkluderades från originalutgåvan utgiven i Nederländerna, men kom med på den internationella utgåvan av At Home. Sedan 1989 har både "Venus" och "Long and Lonesome Road" kommit med på nytryckningarna av albumet.

## Låtlista
Alla låtar är skrivna och komponerade av Robbie van Leeuwen, om inte annat anges. 
| 1. | Boll Weevil                           |            | 2:40 |
| 2. | I'll Write Your Name Through the Fire |            | 2:50 |
| 3. | Acka Raga                             | John Mayer | 3:10 |
| 4. | Love Machine                          |            | 3:15 |
| 5. | I'm a Woman                           |            | 3:00 |

| 1. | California Here I Come |  | 3:15 |
| 2. | Poor Boy               |  | 4:50 |
| 3. | Love Buzz              |  | 3:40 |
| 4. | The Butterfly and I    |  | 3:50 |

## Medverkande
- Mariska Veres – sång
- Robbie van Leeuwen – sologitarr, sitar och sång
- Klaasje van der Wal – elbas
- Cor van der Beek – trummor

### Övriga medverkande
- Cees Schrama – keyboard